# Sprânceană

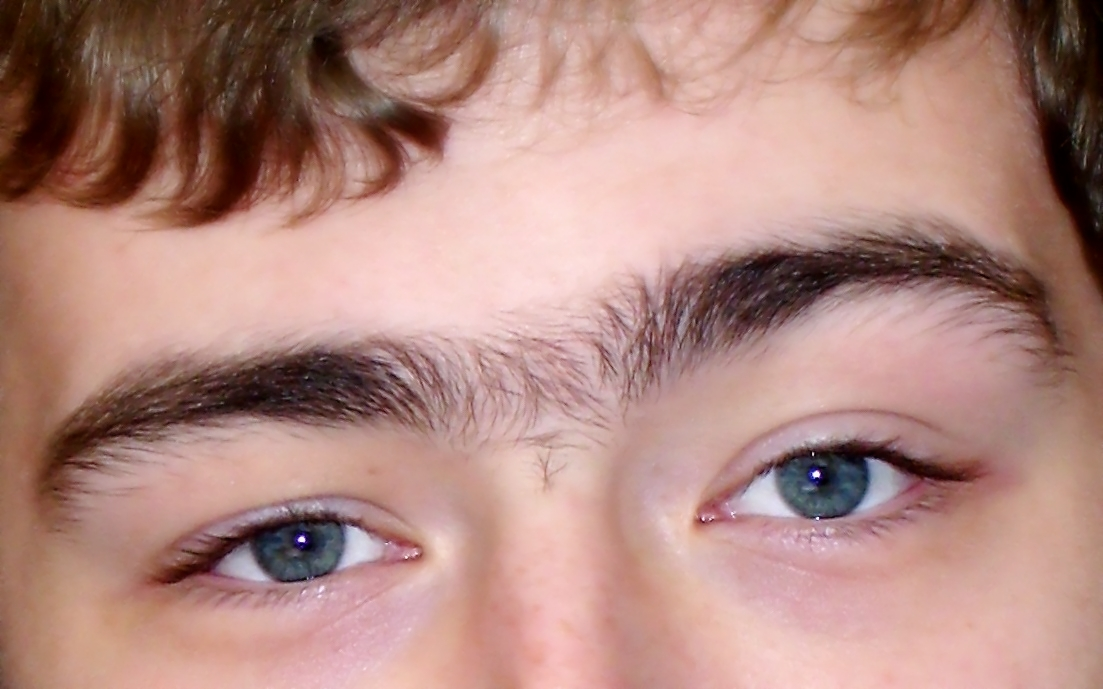
Sprâncene

Sprânceana este fâșia păroasă arcuită care se găsește deasupra orbitei ochiului la circa 2 centimetri de ochi. Omul și majoritatea primatelor le prezintă dar și alte mamifere.

## Funcție
Sprânceana are rolul de a feri ochiul de factorii externi dăunători, această funcție este împărțită cu geana. Sprâncenele opresc picăturile de sudoare de pe frunte, picăturile de apă sau fulgii de nea, firicele de praf sau nisip sau iradiațiile solare puternice.

## Anatomie
Sprâncenele se mișcă cu ajutorul a doi mușchi:
- Mușchiul frontal
- Mușchii încruntării sau corugatori ai sprâncenelor

Culoarea sprâncenelor e în general aceiași cu cea a părului capului, dar pot exista și mici diferențe de nuanță, mai ales la persoanele blonde sau roșcate.

## Gesturi
Mișcarea sprâncenelor poate divulga trăirile subiectului: nervozitate, dezaprobare, uimire, spaimă, duioșie.